# Berliner SC Kickers 1900
Maillots
Le Berliner SC Kickers 1900 est un ancien club allemand de football localisé dans le district de Schöneberg à Berlin.

## Repères historiques
- 1899 – 01/03/1899, fondation du BERLINER THOR-und FUSSBALL CLUB BORUSSIA, qui prit, par la suite, le nom de SCHÖNEBERGER FUSSBALL CLUB BORUSSIA.
- 1900 – 01/11/1900, fondation de BERLINER THOR-und FUSSBALL CLUB ELF.
- 1904 – fondation de THOR-und FUSSBALL CLUB SPORTLUST 1904 BERLIN.
- 1905 – 25/09/1905, fondation de BERLINER FUSSBALL CLUB HUBERTUS 05.
- 1912 – 01/01/1912, fusion du BERLINER THOR-und FUSSBALL CLUB ELF avec le BERLINER FUSSBALL CLUB HUBERTUS 05 pour former le BERLINER SPORT-CLUB HUBERTUSELF.
- 1920 – fusion de SCHÖNEBERGER FUSSBALL CLUB BORUSSIA avec le THOR-und FUSSBALL CLUB SPORTLUST 1904 BERLIN pour former le BALLSPIELVEREIN SPORTLUST-BORUSSIA 1899 SCHÖNEBERG.
- 1923 – fusion du BERLINER SPORT-CLUB HUBERTUSELFavec le BALLSPIELVEREIN SPORTLUST-BORUSSIA 1899 SCHÖNEBERG pour former le SCHÖNEBERGER FUSSBALL CLUB KICKERS 1900.
- 1928 - SCHÖNEBERGER FUSSBALL CLUB KICKERS 1900 changea son nom en BERLINER SPORT-CLUB KICKERS 1900.
- 1931 - BERLINER SPORT-CLUB KICKERS 1900 est dissous après faillite/
- 1931 – 01/07/1931, le club est rapidement reconstitué sous l’appellation de BERLINER SPORT-CLUB GRÜN-WEISS-ROT.
- 1934 – 01/01/1934, BERLINER SPORT-CLUB GRÜN-WEISS-ROT changea son nom en BERLINER SPORT-CLUB KICKERS 1900.
- 1945 - BERLINER SPORT-CLUB KICKERS 1900 fut dissous par les Alliés. Ses anciens membres formèrent alors le SPORTGRUPPE SCHÖNEBERG-NORD.
- 1949 - SPORTGRUPPE SCHÖNEBERG-NORD reprit sa dénomination de BERLINER SPORT-CLUB KICKERS 1900.

## Histoire
Le club fut fondé le 1er novembre 1900 sous la dénomination de Berliner Thor- und Fußball Club Elf. À l’instar d’autres clubs allemands et principalement berlinois, le club se forma et se structura au fil de plusieurs fusions.
De 1904 à 1906, le BTuFC Elf prit part au Märkischen Meisterschaft, une des ligues les plus hautes de la ville de Berlin et se grande périphérie. Le club resta toutefois en bas de classement.
Le 1er janvier 1912, le BTuFC Elf fusionna avec le Berliner Fußballclub Hubertus 05 (fondé le 23 septembre 1905) pour former le Berliner Sport-Club Hubertuself.
En 1923, le club conclut une autre fusion avec le BSV Sportlust-Borussia 1899 Schöneberg (ce club était lui-même issu d’une fusion en 1920 entre le TuFC Sportlust 1904 Berlin et le Schöneberger FC Borussia, ce dernier ayant été fondé le 1er mars 1899 sous l’appellation de Berliner TuFC Borussia).
Le Schöneberger FC Kickers 1900 monta l’année de sa création par fusion en Oberliga Berlin-Brandenburg. 
Les Schöneberger Kickers se montrèrent une formation efficace et compétitive durant les années 1920. Vainqueur de son groupe en 1927, le club s’inclina en finale face au Hertha BSC Berlin. Son rang de vice-champion berlinois lui permit de participer à la phase finale du championnat national. En huitièmes de finale, au Poststadion de Berlin, les Kickers éliminèrent le Duisburger SpV (5-4 après 2 prolongations 3-3 et 4-4). Au tour suivant, à Nuremberg, le tenant du titre, le SpVgg Fürth s’avéra trop fort (9-0). 
En 1928, le club adopta le nom de Berliner Sport-Club 1900 Kickers.
Après une médiocre dixième place en 1931, le club se retrouva en faillite, quitta la plus haute série berlinoise et fut dissous. Le club fut rapidement reconstitué, le 1er juillet de la même année, sous la dénomination de Berliner SC Grün-Weiß-Rot.
Le 1er janvier 1934, le club changea son nom en Berliner SC Kickers 1900. Par la suite, il évolua assez anonymement dans les ligues inférieures berlinoises.
En 1945, le BSC Kickers 1900 fut dissous par les Alliés, comme tous les clubs et associations allemands (voir Directive n°23). D’anciens membres des Kickers reconstituèrent le cercle sous l’appellation de Sportgruppe Schöneberg Nord. Ce SG Schöneberg Nord participa à la Berliner Stadtsliga, une compétition jouée localement. En 1949, le club reprit son appellation de Berliner Sport-Club Kickers 1900.
Lors de la saison 1953-1954, le BSC Kickers 1900 monta en Oberliga Berlin, une des cinq ligues de niveau 1 créées par la DFB en 1947. Douzième et dernier, le club redescendit après un championnat.
Le cercle resta au 3e niveau de la hiérarchie jusqu’au terme de la saison 1965-1966. À ce moment, vice-champion de l’Amateurliga Berlin, le BSC Kickers monta en Regionalliga Berlin, une des cinq ligues de niveau 2, créées en même temps que ne le fut la Bundesliga, en 1963. Les Kickers jouèrent quatre saisons dans l’antichambre de l’élite. Une huitième place obtenue en 1969 fut leur meilleur classement. La saison suivante, le club fut relégué.
Le club glissa au 4e niveau en 1975.
Par la suite, il resta dans les ligues inférieures de Berlin reculant progressivement dans la hiérarchie.